# Вольський район
Вольський район (рос. Вольский район) — муніципальне утворення в Саратовській області. Адміністративний центр району — місто Вольськ. Населення району — 91 056 осіб.

## Географія
Розташований в північній частині області. Територія району — 3,7 тис. км². Це найбільший за площею район Правобережжя з сильно пересіченим рельєфом, великими ухилами, які ускладнюють рух по дорогам, особливо в зимовий час. Розташовується на Приволзькій височині. Один із найбільш лісистих районів області. В районі знаходиться перехід через річку Волгу по греблі ГЕС.

## Історія
Район утворений 23 липня 1928 року в складі Вольського округу Нижньо-Волзького краю. До його складу увійшла частина території колишнього Вольського повіту Саратовської губернії.
З 1934 року район в складі Саратовського краю.
В 1936 році місто Вольськ стає містом обласного підпорядкування Саратовської області, а Вольський район розформований.
14 березня 1951 року Вольський район був відновлений, в нього увійшла територія скасованого Широко-Буєрацького району.
В 1960 році до складу району увійшла територія скасованого Черкаського району.
22 жовтня 1996 року селище Шихани перетворене в місто обласного підпорядкування і виведене зі складу району.
1 січня 2005 року в кордонах Вольського району утворене муніципальне утворення Вольський муніципальний район з адміністративним центром в місті Вольск.

## Економіка
Район багатий будматеріалами, особливо сировиною для цементної промисловості. В районі працюють кілька цементних і асбошиферний заводів.
В сільському господарстві виробляється зерно, соняшник, овочі, різна продукція тваринництва.

## Транспорт
Протяжність автодоріг загального користування з твердим покриттям — 331,4 км.